# Prequel
Een prequel is een aan het Engels ontleende term die vrij vertaald kan worden als 'voorgaande geschiedenis'. De term wordt gebruikt voor een werk waarvan de actie zich afspeelt vóór die van een eerder uitgebracht werk. Meestal wordt hiermee een film bedoeld, maar het kan ook een ander medium zoal een opera of boek betreffen. Als bijvoorbeeld twee films die over hetzelfde verhalen na elkaar uitkomen en de laatste film beschrijft de gebeurtenissen van vóór de eerste, dan spreekt men over een prequel. Het tegenovergestelde is een sequel - een vervolg.

## Etymologie
Prequel is een porte-manteauwoord van het Latijnse prae of pre, wat voor/vooraf betekent, en het Engelse sequel, van het Latijnse sequella (vervolg).

## Omschrijving
Omdat de meeste films die na elkaar uitkomen een chronologisch verhaal vertellen (The Lord of the Rings, 2001, 2002, 2003), of een aantal avonturen is (Die Hard, Indiana Jones), komt een sequel meer voor.
Een heel oude prequel is bijvoorbeeld het boek Ruth in de Hebreeuwse Bijbel. Volgens de meeste geleerden is het geschreven om de voorgeschiedenis te brengen van de toen reeds bekende koning David in het boek Samuel.
De term werd eigenlijk nauwelijks gebruikt, ook niet in het Engels. Dat veranderde toen de prequel-trilogie Star Wars werd aangekondigd in 1995. Deze drie films beschreven de voorgeschiedenis van de eerdere drie films. Dat was niets nieuws, maar omdat alle drie de films enorme kaskrakers bleken en er veel merchandising werd geproduceerd, werd er veelvuldig over bericht in de media.

## Voorbeelden
Bekende prequels zijn onder andere:

### Films
- Annabelle: Creation; prequel van Annabelle
- Death Race 2 (2010): prequel van Death Race
- Furiosa: A Mad Max Saga: prequel van Mad Max: Fury Road
- De gelaarsde kat; prequel van Shrek 2
- Exorcist: The Beginning en Dominion: Prequel to the Exorcist; prequels van The Exorcist
- Indiana Jones and the Temple of Doom; prequel op Indiana Jones and the Raiders of the Lost Ark
- Leatherface; prequel op oorspronkelijke The Texas Chainsaw Massacre (1974)
- Monsters University; prequel op Monsters en co.
- Paranormal Activity 3; prequel op Paranormal Activity 1 en 2
- Pearl; prequel op X
- Pet Sematary: Bloodlines; prequel van de remake Pet Sematary
- Prey; prequel op Predator
- Prometheus: prequel van Alien
- A Quiet Place: Day One; prequel van A Quiet Place
- Red Dragon: prequel van de Hannibal Lecter-films Silence of the Lambs en Hannibal
- Star Wars: prequel-trilogie: Episode I: The Phantom Menace (1999), Episode II: Attack of the Clones (2002) en Episode III: Revenge of the Sith (2005)
  - Rogue One: A Star Wars Story; prequel op Episode IV - A New Hope
  - Solo: A Star Wars Story
- The First Omen; prequel van The Omen
- The Hobbit: prequel van The Lord of the Rings
- The Hunger Games: The Ballad of Songbirds & Snakes; prequel op The Hunger Games-reeks
- The Little Mermaid: Ariel's Beginning; prequel op The Little Mermaid
- The Texas Chainsaw Massacre: The Beginning; prequel op The Texas Chainsaw Massacre (2003)
- The Thing (2011); prequel van de gelijknamige The Thing
- X-Men Origins: Wolverine, X-Men: First Class, X-Men: Days of Future Past, X-Men: Apocalypse en X-Men: Dark Phoenix: prequels van de X-Men-trilogie

Soms wordt een prequel gemaakt om een succesvolle reeks te kunnen voortzetten als de sequels uitgeput raken.

### Televisie
- Endeavour: prequel van Inspector Morse
- Spartacus: Gods of the Arena: een prequel van Spartacus: Blood and Sand
- The Winchesters; prequel van Supernatural

### Boeken
- Een Nieuw Begin, een vóórvervolg op Robert Jordans succesvolle fantasyserie Het Rad des Tijds.
- Hannibal Rising, prequel van Red Dragon van Thomas Harris